# Пошовский, Павел Петрович
Павел Петрович Пошовский (1700 — 1772, Москва) — московский купец и фабрикант; происходил из дворян.

## Биография
Родился в 1700 году. Отец Пошовского принимал участие в заговоре царевны Софьи против Петра I, но был помилован последним по ходатайству друзей. Молодой Пошовский получил образование весьма незначительное, служил в военной службе, но вскоре, вместе с отцом, уехал из России за царевичем Алексеем Петровичем в числе многих дворян, недовольных реформами Петра; вернувшись в Россию, царевич должен был назвать тех, которые способствовали его бегству. Узнав об этом, Пошовские, вместе с некоторыми другими лицами, решили покинуть отечество, но у самой границы были остановлены конным отрядом, посланным за ними. Завязался бой, в котором отец был взят в плен и сослан в Сибирь, а сын успел спастись и достиг польских границ. Он отправился в Варшаву и пытался поступить там в военную службу, но, узнав, что Пётр, находившийся тогда в союзе с королем польским, требовал выдачи Пошовского, опять должен был бежать. Получив от одного из своих друзей рекомендательное письмо к торговому дому Валласского и К° в Пресбурге, он поехал туда. Но желания его не сбылись, и он, по совету Валласского, вынужден был поступить к одному Пресбургскому купцу, который вел значительную торговлю с Россией и нуждался в человеке, знающем русский язык.
После двух лет настойчивых трудов, когда Пошовский приобрел необходимые практические познания в торговых делах, хозяин предложил ему объехать некоторые места России по делам своего торгового дома. Пошовский, в это время уже решивший посвятить себя окончательно коммерции, принял предложение. Переменив фамилию и избегая мест, где он мог быть узнан, Пошовский объехал многие русские губернии и доставил хозяину выгодные связи и значительные заказы. По возвращении в Пресбург, хозяин предоставил ему некоторые выгоды в торговле с Россией, что доставило ему возможность приобрести значительные средства.
После 12-ти лет пребывания в Пресбурге, Пошовский воспользовавшись переменой русского правительства, решился испросить позволение воротиться в Россию и основаться в Москве. В числе многих сосланных в царствование Петра Великого, он был прощён императрицей Анной Иоанновной в 1730 г. и получил дозволение возвратиться в отечество, с условием, однако, не иметь никаких притязаний ни на конфискованное имущество, ни на дворянство, которого весь род его был лишен.
Прибыв в Москву, занялся торговлей красильными веществами и мехами, которые он сбывал в Польше и Венгрии. Вскоре он объехал всю России, чтобы завязать нужные сношения, и получил значительные заказы. В несколько лет торговля Пошовского увеличилась и расширилась. Заметив, что табак имеет широкий сбыт, особенно в Сибири, он занялся табачной торговлей, а около 1738 г. завел собственную табачную фабрику, на которой работало более 200 человек. Приобретенное торговлей значительное состояние давало Пошовскому возможность начинать широкие предприятия. Так, он вступил в торговые сношения с Персией, обратив особенное внимание на персидский шелк. В Семилетнюю войну он принял на себя поставку продовольствия для всей русской армии. В 1758 г. он сам находился при армии, стоявшей тогда в Бранденбурге, куда отправился с целью устранить некоторые беспорядки, возникшие отчасти от неопытности, а частью от злоупотреблений поставщиков. При Цорндорфе Павел Петрович Пошовский был взят в плен прусским отрядом, но заплатил за себя большой выкуп и был освобожден. Умер в 1772 году.